# Lauren James
Lauren James   (Londres, 29 de setembre de 2001) és una futbolista anglesa que juga com a davantera al Chelsea FC i a la selecció d'Anglaterra. James va començar la seva carrera professional amb l'Arsenal FC el 2017 abans d'unir-se al Manchester United el 2018. Des que es va fitxar pel Chelsea FC el 2021, ha guanyat dues vegades la FA Women's Super League (WSL) i la FA Cup amb el club, i va ser guardonada com a Jugadora Jove de l'Any de la temporada 2022-2023.
El 18 de novembre de 2023, James va anotar el seu primer hat-trick a la WSL en una victòria a casa per 5-1 contra el Liverpool, i va ser premiada com a Jugadora del Mes de la WSL. En el primer partit de lliga del 2024, James va anotar un hat-trick en la victòria per 3-1 contra el Manchester United, el seu segon hat-trick consecutiu a Stamford Bridge.
James va marcar el seu primer gol com a internacional a la Copa Arnold Clark de 2023 contra la selecció de Corea del Sud, seguit del seu primer gol a la Copa del Món Femenina de Futbol de 2023 contra la selecció de Dinamarca.